# Callispa pelengana
Callispa pelengana es un coleóptero de la familia Chrysomelidae.
Fue descrita científicamente por primera vez en 1954 por Uhmann.